# Діпромісто
ДІПРОМІСТО — один з провідних науково-дослідних і проєктних інститутів у галузі планування територій та населених пунктів в Україні. Є державним підприємством, що належить до сфери управління Міністерства регіонального розвитку, будівництва та житлово-комунального господарства України. Заснований 12 вересня 1930 року. Повна назва — Державне підприємство «Український державний науково-дослідний інститут проєктування міст „ДІПРОМІСТО“» імені Ю. М. Білоконя.
У російськомовному середовищі інститут відомий під назвою «Гипроград». За радянських часів це була система проєктних інститутів з центральним інститутом у місті Київ та низкою філій в обласних центрах УРСР. У свій час більшість філій виділилися з системи «ДІПРОМІСТО» в окремі інститути — на сьогодні інститут має три філії: Волинську, Івано-Франківську та Рівненську.

## Історія

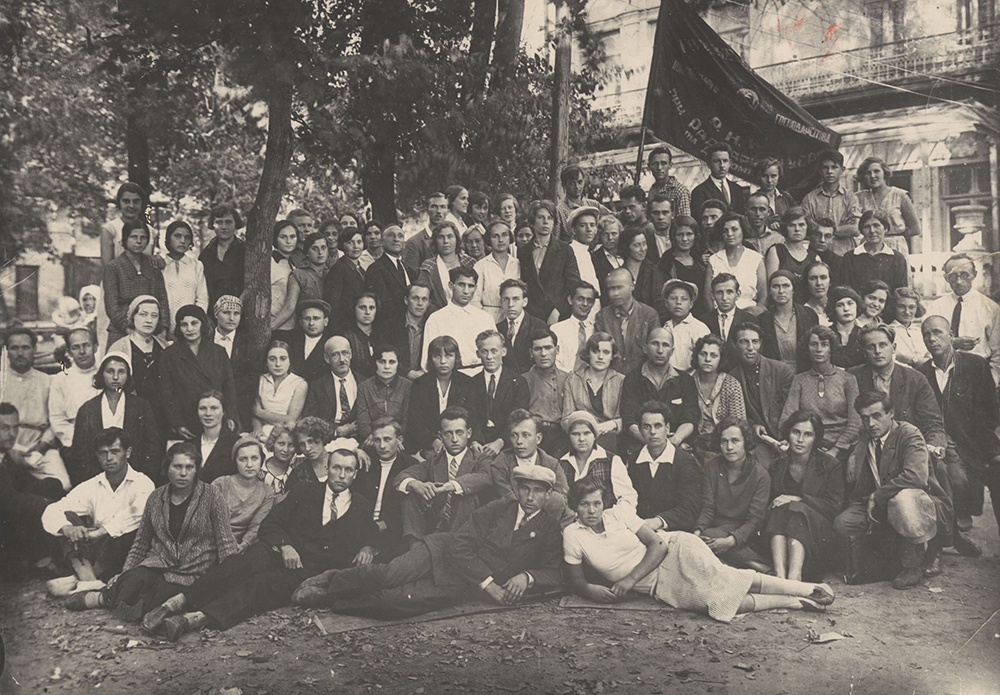
Колектив інституту «Діпромісто» у 1933-34 роках

Інститут «ДІПРОМІСТО» був заснований 12 вересня 1930 року на базі об'єднання Бюро з проєктування Великого Запоріжжя, Комісії з планування Донбасу і Проєктного Бюро НКВС УРСР, заснованих відповідно у 1928 і 1929 роках. Згідно зі Статутом, затвердженим Урядом УРСР, на інститут покладалися завдання планування міст і селищ міського типу, проєктування житлових, цивільних і комунальних споруджень, науково-дослідна робота у галузі містобудування.
За довоєнний період колектив «ДІПРОМІСТО» виконав великий обсяг робіт з районного планування найважливіших промислових районів, планування міст і селищ, проєктування комунальних споруд, житлових і суспільних будинків, розміщення нового промислового будівництва, керівництва і контролю над здійсненням будівництва, науково-дослідного розроблення основних проблем містобудування, з експериментального і типового проєктування.
Основним завданням інституту у 1943-44 роках було виявлення збитків, заподіяних війною міському господарству, і визначення першочергових заходів щодо відновлення міст Української РСР. Величезні руйнування, заподіяні містам і селищам військовими подіями, не тільки створили передумови для більш значних планувальних заходів, але й вимагали по новому вирішувати багато питань з містобудування.
У 1950-ті роки значна увага проєктувальників звертається на розвиток озеленення та благоустрою міст і селищ, формування їхнього архітектурного вигляду і ландшафту. У зв'язку з такими тенденціями у 1962 році в інституті була створена архітектурно-планувальна майстерня з проєктування курортно-рекреаційних об'єктів, де одночасно з теоретичними розробками моделювалися і практично здійснювалися напрямки в типології здравниць, які потім закріплювалися в нормативних документах. У 1960-70-х роках була створена ландшафтна майстерня, у якій зосереджувалися роботи з ландшафтної реконструкції зелених насаджень і організації природних ландшафтів на державному рівні.

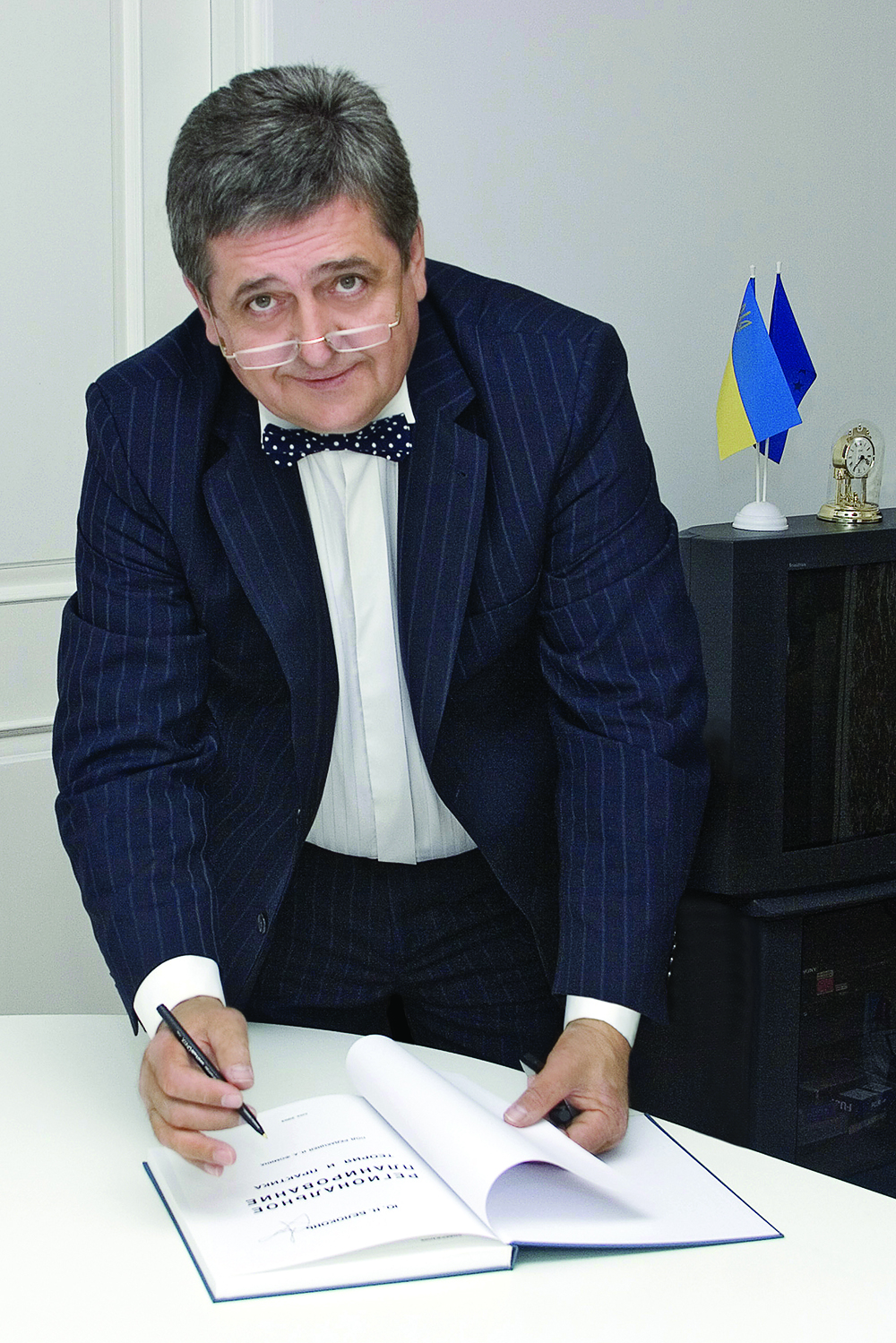
Юрій Миколайович Білоконь, директор інституту у 1993—2009 роках, Народний архітектор України

 Розпочата наприкінці 1960-х років робота зі складання схем районного планування 25 областей УРСР проводилася протягом 15 років і була завершена у 1989 році. У 1985 році Держбуд УРСР доручив інституту «ДІПРОМІСТО», як головному містобудівному інституту, розробити Зведену схему районного планування Української РСР. У комплексній схемі був даний різнобічний аналіз територіальних ресурсів і стану навколишнього середовища у розрізі економічних районів і областей, а також аналіз систем розселення, соціальної, інженерної й транспортної інфраструктури.
Зі здобуттям Україною державної незалежності перед фахівцями з планування територій та населених пунктів постали завдання переоцінки факторів розвитку регіонів та держави в цілому, визначення нових пріоритетних осей розвитку, переформування системи розселення з урахуванням політичних та виробничих змін, забезпечення формування цілісної внутрішньодержавної містобудівної системи, врахування ринкових відносин у плануванні розвитку населених пунктів.
Становлення інституту в умовах незалежної України здійснювалося під керівництвом Юрія Миколайовича Білоконя, доктора архітектури, професора, Народного архітектора України. Діяльність Юрія Миколайовича в інституті була широка та багатогранна — як талановитий архітектор, що однаково добре розумів проблеми й планувального, і об'ємного проєктування, він зробив багато для удосконалення та розвитку діяльності інституту. Юрій Миколайович став одним з ініціаторів містобудівного проєктування транскордонних регіонів та розробником його методологічних основ. Значну увагу Ю. М. Білоконь приділяв підтримці розвитку наукової діяльності в інституті, вихованню наступних поколінь фахівців, сформувавши на базі інституту навчально-науково-виробничий комплекс «Архмістобуд» у співробітництві з кафедрою містобудування Київського національного університету будівництва і архітектури, впровадженню найсучасніших інформаційних технологій у виробничу діяльність.
У 2009 році у вдячність за 16 років талановитого керівництва та в пам'ять про пасіонарну роль особистості Юрія Миколайовича у розвитку інституту колектив ініціював присвоєння інституту «ДІПРОМІСТО» ім'я Ю. М. Білоконя, що було затверджено розпорядженням Кабінету Міністрів України.

## Діяльність
Діяльність Інституту «ДІПРОМІСТО» направлена на наукове забезпечення виконання проєктних і вишукувальних робіт у сфері містобудування та архітектури, створення нормативної та методичної бази для здійснення планування і забудови території, а також розроблення містобудівної документації населених пунктів, регіонів і країни в цілому, проєктної документації з цивільного будівництва та ландшафтної архітектури, створення і впровадження геоінформаційних систем підтримки рішень у сфері містобудування, у тому числі автоматизованих систем містобудівного кадастру, проведення робіт із землеустрою, підготовка та підвищення кваліфікації фахівців у сфері містобудування.
Інститут визначено базовою організацією з науково-технічної діяльності у будівництві (Наказ Мінрегіону України від 3.05.2012 № 190), що передбачає здійснення науково-технічного, дослідного, нормативно-методичного та інформаційного забезпечення з питань планування і забудови територій та населених пунктів, а також забезпечення функціонування технічного комітету стандартизації «Планування територій та населених пунктів» (ТК 314), створеного на базі ДП «ДІПРОМІСТО» згідно з наказом Мінрегіону України від 21.02.2012, № 73.

## Роботи

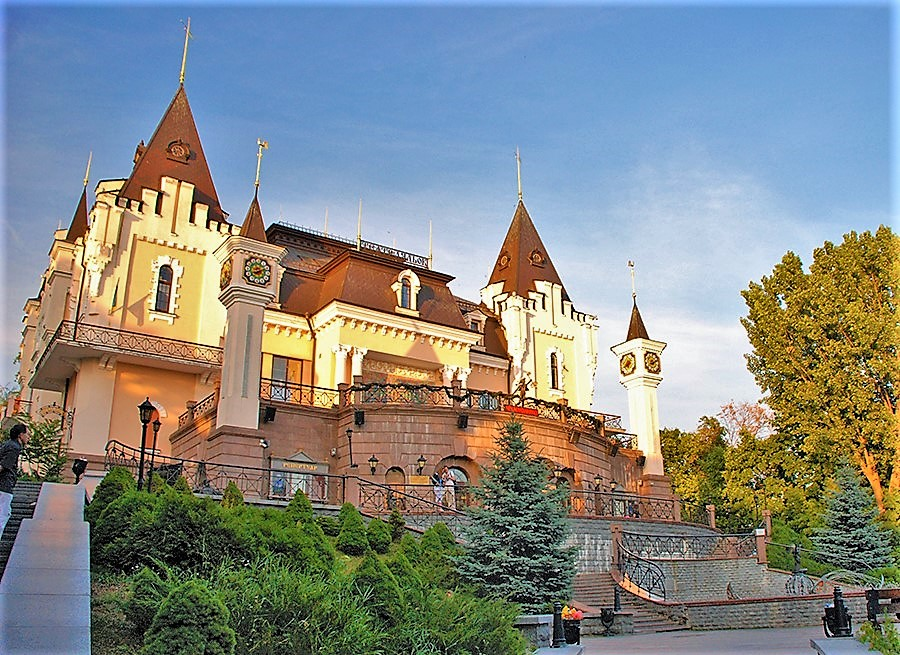
Київський академічний театр ляльок

Протягом останніх років колективом інституту було виконано такі роботи:
- Генеральна схема планування території України[8][9][10];
- схеми планування території АР Крим, областей та районів України;
- комплексні територіальні схеми охорони природи окремих областей України;
- спільні містобудівні проєкти розвитку транскордонних регіонів;
- міжнародні проєкти з просторового розвитку[11];
- генеральні плани міст; плани зонування території;
- детальні плани території; проєкти організації території природоохоронних об'єктів;
- містобудівне обґрунтування проходження міжнародного транспортного коридору № 5;
- проєкти з нормативної грошової оцінки земель.

Окрім того, за проєктами інституту були
- реконструйовані
  - Національний академічний театр опери та балету ім. Т. Г. Шевченка в м. Києві;
  - Одеський національний академічний театр опери та балету;
- споруджені
  - Національний комплекс «Експоцентр України» у Києві;
  - споруда Державної податкової інспекції Печерського району в м. Києві;
  - корпуси Київського національного лінгвістичного університету;
  - будівлі Укргазпрому;
  - Київський академічний театр ляльок;
  - комплекс будівель та споруд Посольства Республіки Білорусь в Україні; будівля Академії державної податкової служби України (м. Ірпінь);
  - низка житлових будинків підвищеного комфорту;
  - рядова житлова забудова.

Фахівцями інституту було розроблено проєкт Містобудівного кодексу України, низки державних будівельних норм та державних стандартів у галузі містобудування; методологічних та методичних документів щодо виконання містобудівних проєктів, впровадження ГІС-технологій у містобудівне проєктування, нормативної грошової оцінки земель, технічного проєктування театрів та культурно-видовищних споруд, акустичного розрахунку глядачевих залів тощо.